# アレクサンドル・コルネーエフ
アレクサンドル・ウラジーミロヴィチ・コルネーエフ（ロシア語: Александр Владимирович Корнеев, 1980年9月11日 - ）は、ロシアの男子バレーボール選手。モスクワ出身。ポジションはウイングスパイカー。元ロシア代表。

## 来歴
1996年、ロシア・スーパーリーグのユグラ・サモトロル・ニジネヴァルトフスクへ入団。1998年ジュニア欧州選手権で優勝、同年ロコモティフ・ベロゴリエへ移籍し、2000年と2002年のリーグ優勝を経験した。2003年から在籍したディナモ・モスクワでは2006年にリーグ優勝とロシアカップ優勝の2冠を達成、2008年に2度目のリーグ優勝を飾った。
2004年5月21日、欧州リーグ・チェコ戦で代表デビューを飾り、ロシア代表のレフトのウイングスパイカーとして2006年世界選手権に出場。2007年ワールドリーグ準優勝に貢献し、2007年ワールドカップで銀メダルを獲得した。2008年北京オリンピックでは銅メダルを獲得した。
2008年に移籍したゼニト・カザンでは同シーズンにリーグ優勝。ロコモティフ・ノヴォシビルスクを経て、2010年6月、古巣のディナモ・モスクワへ移籍した。

## 球歴
- オリンピック - 2008年（銅メダル）
- 世界選手権 - 2006年（7位）
- ワールドカップ - 2007年（銀メダル）
- ワールドリーグ - 2007年（準優勝）

## 所属クラブ
- ユグラ・サモトロル・ニジネヴァルトフスク （1996-1998年）
- ロコモティフ・ベロゴリエ （1998-2002年）
- ルチ・モスクワ （2002-2003年）
- ディナモ・モスクワ （2003-2008年）
- ゼニト・カザン （2008-2009年）
- ロコモティフ・ノヴォシビルスク （2009-2010年）
- ディナモ・モスクワ （2010-2011年）
- ウラル・ウファ（2011-2012年）